# Falco pelegrinoides
Il falco di Barberia, anche chiamato tagarote (Falco pelegrinoides Temminck, 1829) è un uccello falconiforme della famiglia dei Falconidi. È un falco di medie dimensioni, all'incirca della grandezza di un corvo. Questo rapace nidifica sulle Isole Canarie e sulle coste dell'Africa settentrionale. Ha abitudini perlopiù stanziali.

## Descrizione
È un uccello dei semideserti e delle aride regioni collinari. Generalmente depone le sue uova in nidi situati su cornici rocciose.
Il falco di Barberia è molto simile al falco pellegrino, ma è più piccolo: è lungo 33–39 cm ed ha un'apertura alare di 76–98 cm. La femmina è più grande del maschio, ma nell'aspetto è del tutto simile al maschio.
Nell'adulto, osservato in volo da sopra, si nota un evidente contrasto tra il grigio chiaro del dorso, della base dell'ala, del sopraccoda e della radice della coda e la tinta scura della parte distale dell'ala. Osservato da sotto appare più pallido e meno omogeneamente barrato, per cui è più evidente la banda scura lungo il bordo posteriore della «mano»; il resto delle parti inferiori è nel complesso chiaro, con tinta di fondo da camoscio a rossiccio.
Gli esemplari giovani hanno le regioni superiori marroni e quelle inferiori striate. Le striature sul petto e sul ventre, però, sono più chiare di quelle presenti nei giovani falchi pellegrini.
Il richiamo è un elevato rek-rek-rek.

## Tassonomia
Nell'aspetto il falco di Barberia si differenzia dal falco pellegrino secondo i dettami della regola di Gloger, secondo la quale gli esemplari che vivono in regioni più calde hanno una colorazione più chiara dei propri simili dei Paesi freddi. La distanza genetica tra di essi, però, è così lieve che secondo gli studiosi tali specie costituiscono un gruppo strettamente parafiletico. Invece che nell'aspetto fisico, che li differenzia dagli altri conspecifici, essi differiscono più che altro nel comportamento, nell'ecologia e nell'anatomia. Sono in grado di generare proli fertili, ma in natura questi falchi sono generalmente allopatrici e durante la stagione della nidificazione coabitano insieme solo in alcune aree ristrette, come il Punjab, il Khorasan e, forse, il Maghreb e l'Altaj mongolo, e non vi è prova di alcun accoppiamento tra di loro.
Tenendo conto che la distanza genetica del 2% che corre tra i membri del sottogenere Hierofalco e gli altri falchi corrisponde ad una divergenza evolutiva avvenuta circa 200.000-130.000 anni fa, la distanza genetica dello 0,6-0,7% tra il gruppo falco pellegrino-falco di Barberia (o «falchi pellegrinoidi») e gli altri falchi indica che questi taxa attuali si sono evoluti nel Pleistocene superiore, circa 100.000 anni fa o anche meno, ma di sicuro prima del Paleolitico superiore. Il periodo presunto della differenziazione tra falco pellegrino e falco di Barberia coincide approssimativamente con l'inizio dell'ultima era glaciale, quando in Nordafrica e Medio Oriente si fecero sentire gli effetti della desertificazione e il Golfo Persico, divenuto un mare isolato circondato dalla terraferma, si prosciugò rapidamente. Le popolazioni dei «falchi pellegrinoidi» primordiali che vivevano ai margini della cintura dei deserti africani e mediorientali furono costrette ad adattarsi al nuovo habitat (differenziandosi anche in popolazioni isolate, ad esempio nella regione del Golfo Persico, che si trasformò in una zona semiarida circondata da estesi deserti), a lasciare l'area dirigendosi verso zone più favorevoli o, nel peggiore dei casi, si estinsero. Durante i periodi interstadiali i deserti si ritirarono e le popolazioni delle regioni aride e di quelle umide poterono di nuovo espandere i loro areali e incontrarsi di nuovo, dando luogo ad una leggera deriva genetica. Quest'ipotesi è stata proposta anche per spiegare i rapporti evolutivi che corrono tra il falco sacro e le altre specie di Hierofalco; infatti questo gruppo di falchi mostra simili aspetti di parafilia molecolare, sebbene la loro differenziazione sia avvenuta precedentemente.
I resti fossili non sono molto d'aiuto nel verificare la suddetta ipotesi. Un omero di 9000 anni fa (successivo, quindi, all'ultima era glaciale) ritrovato in Egitto nella regione di Assuan, zona in cui Falco peregrinus minor vive ancora oggi, è stato identificato dai paleontologi come appartenente a un falco pellegrino. Il falco di Barberia costituisce uno dei rari casi in cui una specie viene riconosciuta più su base biologica che su quella filogenetica, come accade solitamente. Questo caso dimostra che a rendere valida una «specie» non è solo la discendenza, ma anche quello che accade a una determinata popolazione nel corso della sua evoluzione, come si adatta a condizioni differenti e come essa risenta dei meccanismi di isolamento riproduttivo (o della loro mancanza) nei confronti delle sue specie sorelle.